# Elizabeth (album)
Elizabeth – ósmy studyjny album amerykańskiego rapera Killah Priesta, członka Sunz of Man, wydany 16 października 2009 roku nakładem wytwórni Proverbs Records. Album został w całości wyprodukowany przez DJ Woool'a.

## Lista utworów
Opracowano na podstawie źródła.
1. Intro
2. Sword Clan
3. To Be King
4. The 7 Crowns Of God
5. Drama
6. Trapped
7. Dead
8. I
9. Rise
10. How Much
11. Interlude
12. Murdah Murdah At Dawn
13. Let Us Pray
14. Diagnose
15. What U Want (Huh)
16. Color Of Murder 2 (Old Castle Hop)
17. Jacob Never Died
18. Confession Booth
19. Be Careful
20. Truth (Turn Off The Radio)
21. Street Matrix
22. Real Rap Shit
23. Assignment
24. The God Within